# Anne Ramsey
Anne Ramsey (nacida como Anne Mobley; Omaha, Nebraska, 27 de marzo de 1929-Los Ángeles, 11 de agosto de 1988) fue una actriz de cine, teatro y televisión estadounidense, más conocida por sus papeles de mamá Fratelli en la película Los Goonies y de la señora Lift, madre del personaje de Danny DeVito en el filme Tira a mamá del tren. Esta última actuación le valió sendas nominaciones al Óscar a la mejor actriz de reparto y al Globo de Oro a la mejor actriz de reparto.

## Primeros años
Nacida en Omaha, Nebraska, fue hija de Eleanor (nacida Smith), extesorera nacional de las Girl Scouts of the USA, y de Nathan Mobley, un ejecutivo de seguros. Su madre era descendiente de los padres peregrinos (William Brewster) y hermana del embajador de Estados Unidos David S. Smith. Ramsey se crio en Great Neck Plaza y Greenwich. Asistió a la Universidad de Bennington, donde se interesó en el teatro. Tras incursionar en esta disciplina, participó en varias producciones de Broadway, en la década de 1950, donde conoció al actor Logan Ramsey, con quien se casaría en 1954. Tras la boda, se trasladaron a Filadelfia, donde refundaron el Theatre of Living Arts.

## Carrera
En la década de 1970, Anne Ramsey comenzó una exitosa carrera en Hollywood asumiendo papeles de carácter y apareciendo en programas de televisión tales como Little House on the Prairie, Wonder Woman, Three's Company e Ironside. Además, apareció junto con su esposo en siete películas, incluyendo su debut en The Sporting Club, de 1971, y su último filme en Meet the Hollowheads, de 1989.
En 1988, Ramsey fue nominada al Óscar a la mejor actriz de reparto y al Globo de Oro a la mejor actriz de reparto por su actuación en Throw Momma from the Train (1987), protagonizada por Billy Crystal y Danny DeVito. Con esta cinta, ganó su segundo Saturn a la mejor actriz de reparto (el primero fue para Los Goonies).
En febrero de 1988, fue estrella invitada en un episodio de ALF que se transmitió seis meses antes de su muerte. También apareció en seis películas estrenadas dos años después de su fallecimiento.

## Muerte
La forma algo confusa de hablar de Ramsey se transformó en un rasgo distintivo de sus actuaciones a partir de la década de 1980, algo cuya causa fue en parte por haber perdido un trozo de su lengua y su mandíbula tras una cirugía luego de diagnosticársele cáncer de esófago en 1984. Cuatro años más tarde esta enfermedad regresó, falleciendo el 11 de agosto de 1988 a los 59 años de edad en el Motion Picture & Television Country House and Hospital en Woodland Hills, Los Ángeles (California).

## Filmografía

### Cine
| Año  | Título                              | Rol                             | Notas |
| ---- | ----------------------------------- | ------------------------------- | --- |
| 1971 | The Sporting Club                   | Esposa de Scott                 | |
| 1972 | The New Centurions                  | Esposa del hombre loco          | — |
| 1972 | Up the Sandbox                      | Battleaxe                       | |
| 1973 | The Third Girl from the Left        | Madelaine                       | Película para televisión |
| 1974 | Rhinoceros                          | Mujer con el gato               | |
| 1974 | For Pete's Sake                     | Mujer en el teléfono            | |
| 1974 | The Law                             | Eleanor Bleisch                 | Película para televisión |
| 1976 | From Noon till Three                |                                 | |
| 1976 | Dawn: Portrait of a Teenage Runaway | Bibliotecaria                   | Película para televisión |
| 1976 | The Boy in the Plastic Bubble       | Rachel                          | Película para televisión |
| 1977 | Fun with Dick and Jane              | Postulante a un empleo          | |
| 1978 | Goin' South                         | Solterona #2                    | |
| 1978 | The Gift of Love                    | Maeve O'Hollaran                | Película para televisión |
| 1979 | When You Comin' Back, Red Ryder?    | Rhea Childress                  | |
| 1980 | The Black Marble                    | Bessie Callahan                 | |
| 1980 | White Mama                          | Heavy Charm                     | Película para televisión |
| 1980 | Any Which Way You Can               | Loretta Quince                  | |
| 1981 | A Small Killing                     | Doris                           | Película para televisión |
| 1982 | Marian Rose White                   | Profesora                       | |
| 1982 | National Lampoon's Class Reunion    | Sra. Tabazooski                 | |
| 1983 | I Want to Live!                     | Matrona                         | Película para televisión |
| 1983 | Herndon                             | Miss Helter                     | Película para televisión |
| 1984 | The Killers                         | Primera trapeadora              | |
| 1984 | The Seduction of Gina               | Mujer en el bus                 | Película para televisión |
| 1984 | Getting Physical                    | Mujer en la estación de policía | Película para televisión |
| 1985 | Los Goonies                         | Mamá Fratelli                   | Saturn a la mejor actriz de reparto |
| 1986 | Say Yes                             | Alcaldesa                       | |
| 1986 | Deadly Friend                       | Elvira Parker                   | |
| 1987 | Love at Stake                       | Bruja anciana                   | |
| 1987 | Weeds                               | Mamá Umstetter                  | |
| 1987 | Throw Momma from the Train          | Mamá                            | Saturn a la mejor actriz de reparto Nominada al Óscar a la mejor actriz de reparto Nominada al Globo de Oro a la mejor actriz de reparto |
| 1988 | Dr. Hackenstein                     | Ruby Rhodes                     | |
| 1988 | Scrooged                            | Mujer en el refugio             | |
| 1988 | Good Old Boy: A Delta Boyhood       | The Hag                         | Película para televisión |
| 1989 | Another Chance                      | Mujer                           | |
| 1989 | Homer and Eddie                     | Edna                            | |
| 1989 | Meet the Hollowheads                | Babbleaxe                       | |

### Televisión
| Año  | Título                      | Rol                      | Notas                                            |
| ---- | --------------------------- | ------------------------ | ------------------------------------------------ |
| 1972 | Ironside                    | Administradora del motel | Episodio: Riddle Me Death                        |
| 1972 | Banyon                      | Sra. Hendricks           | Episodio: Just Once                              |
| 1975 | Wonder Woman                | Taxista                  | Episodio: The New Original Wonder Woman          |
| 1976 | Mary Hartman, Mary Hartman  | Hermana Bernadette       | Episodio: 1.24                                   |
| 1976 | Delvecchio                  | Sra. Bellows             | Episodio: The Silent Prey                        |
| 1977 | Wonder Woman                | Connie                   | Episodio: Mind Stealers from Outer Space: Part 1 |
| 1978 | Little House on the Prairie | Sra. Schiller            | Episodio: As Long As We're Together: Part 1      |
| 1978 | ABC Afterschool Specials    | Enfermera                | Episodio: A Home Run for Love                    |
| 1979 | Laverne & Shirley           | Señora                   | Episodio: Fire Show                              |
| 1982 | Laverne & Shirley           | Asesina                  | Episodio: Death Row: Part 2                      |
| 1983 | Three's Company             | Mujer en el ATM          | Episodio: The Money Machine                      |
| 1984 | Murder, She Wrote           | Señora de las bolsas     | Episodio: The Murder of Sherlock Holmes          |
| 1984 | Family Ties                 | Sra. Warfield            | Episodio: Help Wanted                            |
| 1985 | Hill Street Blues           | Sra. Scalisi             | Episodio: Blues in the Night                     |
| 1985 | Night Court                 | Edna Sneer               | Episodio: Halloween, Too                         |
| 1986 | Knight Rider                | Duardia                  | Episodio: Killer K.I.T.T.                        |
| 1988 | ALF                         | Ethel Buttonwood         | Episodio: You Ain't Nothin' but a Hound Dog      |

## Premios y distinciones
Premios Óscar
| Año  | Categoría               | Película                   | Resultado |
| ---- | ----------------------- | -------------------------- | --------- |
| 1988 | Mejor actriz de reparto | Throw Momma from the Train | Nominada  |